# Barrio de Hoja Dura
Barrio de Hoja Dura är en ort i Mexiko.   Den ligger i kommunen Metlatónoc och delstaten Guerrero, i den sydöstra delen av landet, 290 km söder om huvudstaden Mexico City. Barrio de Hoja Dura ligger 405 meter över havet och antalet invånare är 174.
Terrängen runt Barrio de Hoja Dura är huvudsakligen lite bergig. Barrio de Hoja Dura ligger nere i en dal. Runt Barrio de Hoja Dura är det ganska glesbefolkat, med 23 invånare per kvadratkilometer. Närmaste större samhälle är Chimalapa, 0,62 km söder om Barrio de Hoja Dura. I omgivningarna runt Barrio de Hoja Dura växer i huvudsak lövfällande lövskog.